# Rajtaütés (film, 1998)
A Rajtaütés (eredeti cím: Knock Off) 1998-ban bemutatott amerikai akciófilm, amelyet Tsui Hark rendezett. A főbb szerepekben Jean-Claude Van Damme és Rob Schneider látható.

## Cselekmény
Marcus Ray (Jean-Claude Van Damme) farmernadrágokkal foglalkozó értékesítési képviselő és a partnere, Tommy Hendricks (Rob Schneider) a lebukás szélén állnak, amikor jól ismert "knock off" farmerek gyenge minőségű utánzatait adják el. Az amerikai kapcsolatuk, Karen Leigh (Lela Rochon), aki nem csak a munkaadójuk, de egyben egy CIA ügynök is, börtönnel fenyegeti őket, amennyiben nem tudják bizonyítani ártatlanságukat.
Ray és Hendricks találkozik Harry Johannsonnal (Paul Sorvino), egy CIA-ügynökként dolgozó kettős ügynökkel, aki valójában az orosz maffiának dolgozik és vezetőként terroristákkal tartja a kapcsolatot. Ő elmondja Raynek, hogy Hendricks valójában CIA-ügynök és hogy szükségük van Ray támogatására. Ray és Hendricks megtudja, hogy Cingár Wang (Glen Chin) benne volt a "knock off" farmeres dologban és felkeresik; ez Wang halálával végződik, ezáltal a hozzá hű dolgozók üldözni kezdik őket. Ray és Hendricks ezután rájönnek, hogy ezek a farmerek tele vannak rakva nanobombákkal, amiket volt KGB-ügynökök fejlesztettek ki, nemzetközi terroristákkal szövetkezve. A terroristák az orosz maffia rendszerét arra használják, hogy a fekete piacra dobják ezt a halálos technológiát és így havi 100 millió dolláros bevételre tegyenek szert világszerte. Ezt a különleges rendelést el kell szállítani az Egyesült Államokba. 
A legvégén Hong Kong biztonságba kerül, és így a világ is megmenekül.

## Szereplők
| Színész                 | Szerep          | Magyar hang           |
| ----------------------- | --------------- | --------------------- |
| Jean-Claude Van Damme   | Marcus Ray      | Rékasi Károly         |
| Rob Schneider           | Tommy Hendricks | Háda János            |
| Lela Rochon             | Karen Lee       | Kiss Erika            |
| Michael Fitzgerald Wong | Han nyomozó     | Bede-Fazekas Szabolcs |
| Carman Lee              | Ling Ho nyomozó | Madarász Éva          |
| Paul Sorvino            | Harry Johanson  | Cs. Németh Lajos      |
| Wyman Wong              | Eddie Wang      | Csankó Zoltán         |
| Glen Chin               | Cingár Wang     | Csuja Imre            |

## Fogadtatás
A Rajtaütést az Egyesült Államokban kezdték el vetíteni 1998. szeptember 4-én, de rossz kritikákat kapott. A filmet 1800 moziban mutatták be, 5 516 231 dollár bevételt hozott az első hétvégén, végül 10 300 000 dollárral zárt.

## Fordítás
- Ez a szócikk részben vagy egészben  a   Knock Off (film) című angol Wikipédia-szócikk fordításán alapul.  Az eredeti cikk szerkesztőit annak laptörténete sorolja fel. Ez a jelzés csupán a megfogalmazás eredetét és a szerzői jogokat jelzi, nem szolgál a cikkben szereplő információk forrásmegjelöléseként.